# Sfnt
Sfnt (англ. spline font) — формат шрифтових файлів, який використовується для шрифтів PostScript, TrueType і OpenType. Sfnt був розроблений для програми QuickDraw від Apple.

## Виноски
1. ↑  The 'sfnt' format. Apple Developer Connection. Apple. Архів оригіналу за 3 липня 2012. Процитовано 18 жовтня 2010.